# Brashaad Mayweather
Brashaad Mayweather (Houston, Texas) es un actor, mercadólogo, jugador de fútbol americano, conferencista, atleta, modelo y filántropo estadounidense, conocido por participar en series de televisión y películas tales como Into the Dark (2018), Deep Blue Sea 3 (2020), Natural Born Pranksters (2016) y SWAT: Unit 877 (2015).

## Primeros años
Nació en Houston, Texas y creció en Baltimore, Maryland. Mayweather es licenciado en Administración de Empresas con especialización en Marketing por la Universidad A & M de Florida. Sus antepasados vinieron desde lo que ahora es Nigeria.

## Carrera
A partir de su experiencia con muchas pruebas y tribulaciones que le ocurrieron como estudiante de fútbol americano, Mayweather autopublicó y escribió su primer libro, "Control or Be Controlled" (Controlar o ser controlado), que salió a la venta en 2008. Cerca del momento del lanzamiento del libro, también firmó un contrato de fútbol americano profesional que finalmente se estropeó. Mientras termina sus estudios, Mayweather viaja por todo Estados Unidos para promocionar su libro y sigue trabajando para conseguir un contrato televisivo para crear el programa "Mayweather Live", el cual terminó por producir y protagonizar de 2009 hasta su final en 2012.
A partir de ahí comenzó a producir anuncios de televisión, vallas publicitarias y otros materiales de marketing para sus patrocinadores del programa de televisión y más. Antes de que se diera cuenta, no sólo era presentador de un programa de televisión regional en Comcast, sino también actor en los anuncios de televisión que producía y asesor de marketing para grandes empresas como McDonald's, Hyundai y Cold Stone Creamery.
Después de 5 años de producir y presentar el programa "Mayweather Live", el Sr. Mayweather llevó su carrera al siguiente nivel y comenzó a hacer casting para trabajos de actuación en Nueva York, Texas y California. En 2013 Mayweather se trasladó a Los Ángeles, California, donde fichó para un total de 66 trabajos comerciales y teatrales en sólo un año. En su segundo año que finalmente fichó su primera película SWAT: Unidad 887 con un papel destacado jugando un miembro de SWAT. En sus primeros 5 años fichó en cerca de 300 papeles de televisión, cine, comerciales e impresos como protagonista, secundario, invitado-estrella, coestrella o trabajos de un día.
A finales de 2018, el Mayweather decide mudarse a Ciudad del Cabo, Sudáfrica, para impulsar su carrera y ver qué más era capaz de lograr con su vida. Mientras estuvo en Ciudad del Cabo un año y 3 meses, Mayweather comenzó una organización sin fines de lucro llamada "Kicks For Kids", que regaló más de 1,405 pares de zapatos nuevos a niños que viven en la pobreza. Durante su estancia allí, consiguió 11 trabajos, entre ellos un papel secundario en la película de Warner Bros., Deep Blue Sea 3, la serie de HBO, Raised by Wolves y otros 9 trabajos internacionales.